# Quairading

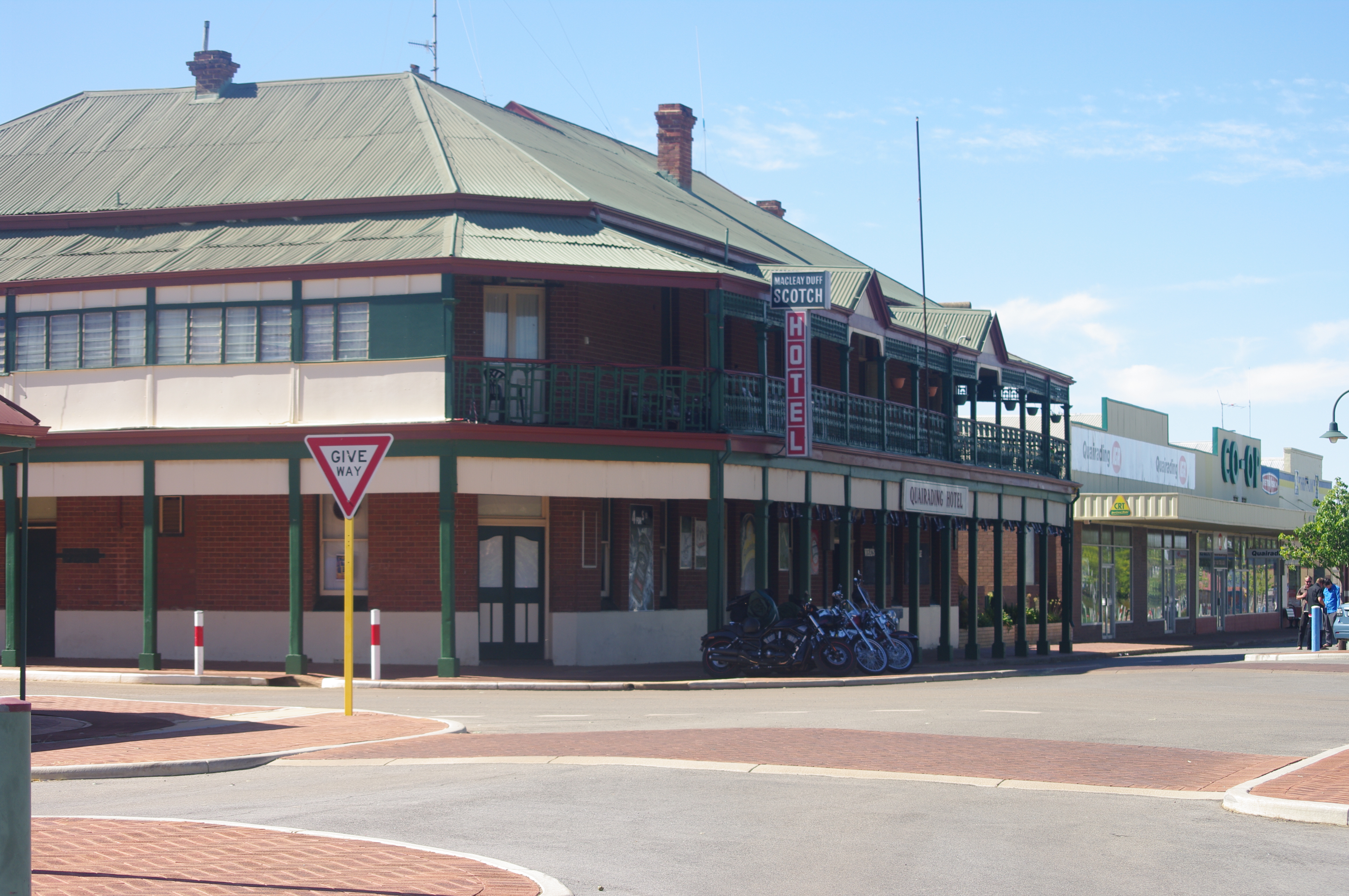
Quairading

Quairading es una ciudad situada en la región del Wheatbelt en Australia Occidental; se encuentra a 160 kilómetros al este de Perth y es la sede del Condado de Quairading. El censo de 2006 tenía 596 habitantes.